# Gumersind Sanmartí i Prat
Gumersind Sanmartí i Prat fou un comerciant i membre de la Junta de Govern Republicana Provisional de Manresa, del 14 d'abril de 1931 i regidor i tinent d'alcalde de l'Ajuntament de Manresa. Va ser membre d'Esquerra Republicana de Catalunya i del Comitè Revolucionari de Milícies Antifeixistes de Manresa. Membre de la maçoneria, va ser un dels fundadors del Triangle Rubricatus a Manresa. Exiliat, va morir a Andorra als 82 anys.
El 2 de febrer de 1935, en un local de la Muralla Sant Francesc, va fundar el «Triangle Rubricatus» juntament amb Joan Torras Morera i Lluís Mas Pons, un lògia maçònica que es va formar sota els auspicis de la Gran Lògia de Catalunya que formava part de la Federació de la Gran Lògia Espanyola. Segons l'informe policial, sobre el desmantellament del Triangle Rubicatus pel Tribunal Especial de Repressió de la Maçoneria i del Comunisme recuperat recentment des dels Papers de Salamanca, era un «subjecte perillós» per ésser membre d'ERC i sobretot fundador d'una lògia. Va ser processat en rebel·lia. La seva esposa, Laura Enrich i Font (Barcelona, 17 de febrer de 1900), en absència de Sanmartí, igualment va passar davant el consell de guerra i va ser posada en llibertat el 24 de maig de 1939.